# 酒見重範
酒見 重範（さけみ しげのり、1955年 - ）は、日本の実業家。東武ホテルマネジメント代表取締役社長等を経て、東京スカイツリー開業時に東武タワースカイツリー代表取締役社長に就任。武蔵大学経済学部卒業。武蔵大学在学中は鉄道研究会会長を務めたほどの鉄道ファン。

## 略歴
1955年 東京都世田谷区で自衛官の家に出生。1978年武蔵大学経済学部卒業。大学のゼミナールではヨーロッパ経済を専攻した。同年東武鉄道株式会社入社。研修で坂戸駅駅員や、車掌を務めたのち、業務部に配属されダイヤグラムの策定を担当した。東武百貨店の増床計画にあたったのち、東武ホテルで新規出店計画の立案等を担当した。2002年東武鉄道レジャー事業本部部長。2007年東武ホテルマネジメント専務取締役。2009年東武ホテルマネジメント代表取締役社長。2015年東武タワースカイツリー株式会社代表取締役社長。